# المدرسة التقنية العليا للعمارة (بلنسية)

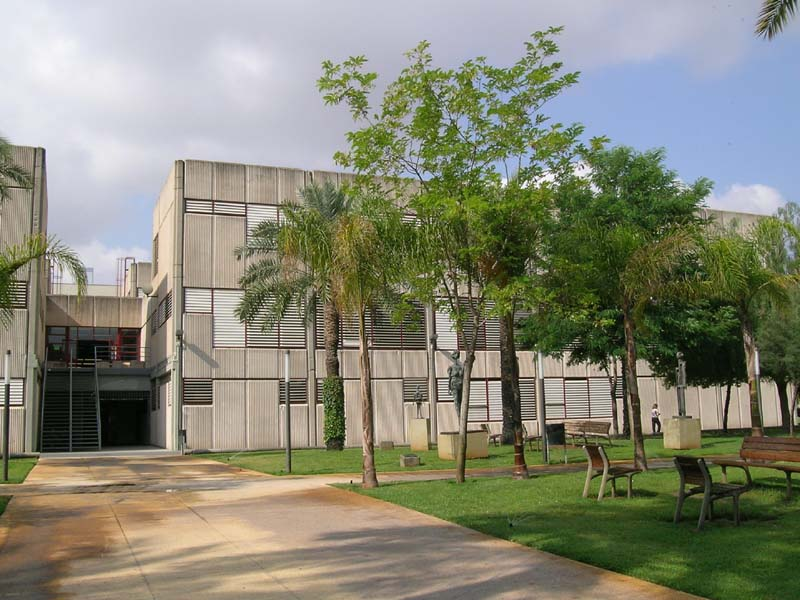
Escuela Técnica Superior de Arquitectura de Valencia
E.T.S.A.V.

المدرسة التقنية العليا للعمارة دي بلنسية (Escuela Técnica Superior de Arquitectura de Valencia) هي كلية هندسة معمارية في بلنسية (المختصر هو ETSAV). فيها يمكن استكمال برنامج التدريب على شهادة الماجستير وفي الحفاظ على التراث المعماري ، ودرجة الماجستير في التخطيط الحضري والمناظر الطبيعية.
أصبحت مشهورة بكونها المكان أين تخرج المهندس كالا ترافا سنتياغو كالاترافا